# Valter III av Brienne
Valter av Brienne (franska: Gautier de Brienne), död 1205, var en fransk greve. Han var bror till Johan av Brienne samt far till Valter IV och Anais av Brienne. 
Valter gifte sig 1198 med Alberia, dotter till Tankred, den siste normandiske kungen av Sicilien, och fick år 1200 av påven Innocentius III furstendömet Tarent och grevskapet Lecce som län. Då dessa innehades av hohenstauferna, kom han i strid med dem och besegrade dem vid Cannæ 1201, men blev den 11 juni 1205 tillfångatagen vid Sarno av den hohenstaufiske ståthållaren Diepold av Acerra och dog tre dagar därefter av sina under striden erhållna sår.